# Westlake (Ohio)
Westlake  est une ville du comté de Cuyahoga, dans l'État de l'Ohio aux États-Unis. Elle est située au sud-ouest de Cleveland.
Sa population était de 32 729 habitants en 2010.

## Histoire
Avant 1940, la ville de Westlake était un village appelée "Dover Village". Elle a été rebaptisée pour éviter toute confusion avec la ville de Dover, dans l'Ohio. Westlake est devenue une ville en 1957.

## Personnalités
- Russ Sinkewich (1985-), joueur professionnel de hockey sur glace, est né à Westlake.
- Logan Paul (1995-), vidéaste et influenceur, est né à Westlake.
- Travis Kelce (1989-), joueur de football américain pour les Chiefs de Kansas City.